# Diecezja Novo mesto
Diecezja Novo mesto (łac.: Dioecesis Novae Urbis, słow.: Škofija Novo mesto) – katolicka diecezja słoweńska położona w południowo-wschodniej części kraju. Siedziba biskupa znajduje się w katedrze św. Mikołaja w Novym meście.
Diecezja Novo mesto została założona 7 kwietnia 2006 r. przez papieża Benedykta XVI poprzez wyodrębnienie części parafii z archidiecezji lublańskiej, której sufraganią zostało nowe biskupstwo.

## Biskupi
- ordynariusz - bp Andrej Saje (od 2021)
- Biskup senior - bp Andrej Glavan

## Podział administracyjny
Diecezja koperska dzieli się na 6 dekanatów: Črnomelj, Kočevje, Leskovec, Novo mesto, Trebnje in Žužemberk, w skład których łącznie wchodzi 71 parafii.